# Parc aquatique olympique de Shunyi
Le parc aquatique olympique de Shunyi (en mandarin standard : 奥林匹克水上公园) est un complexe sportif nautique situé dans le district de Shunyi à Pékin (République populaire de Chine), construit à l'occasion des Jeux olympiques d'été de 2008.
D'une superficie de 31 850 mètres carrés, il est le plus grand site de compétition des Jeux de Pékin. Il a abrité les épreuves d'aviron, de canoë-kayak ainsi que la nage en eau libre, nouvelle épreuve de natation. Les travaux de construction du stade d'eau vive et des bassins ont débuté lors du premier semestre 2005 et se sont achevés le 28 juillet 2007. Ce site peut accueillir 37 000 spectateurs (dont 10 000 places debout) dans sa configuration olympique.

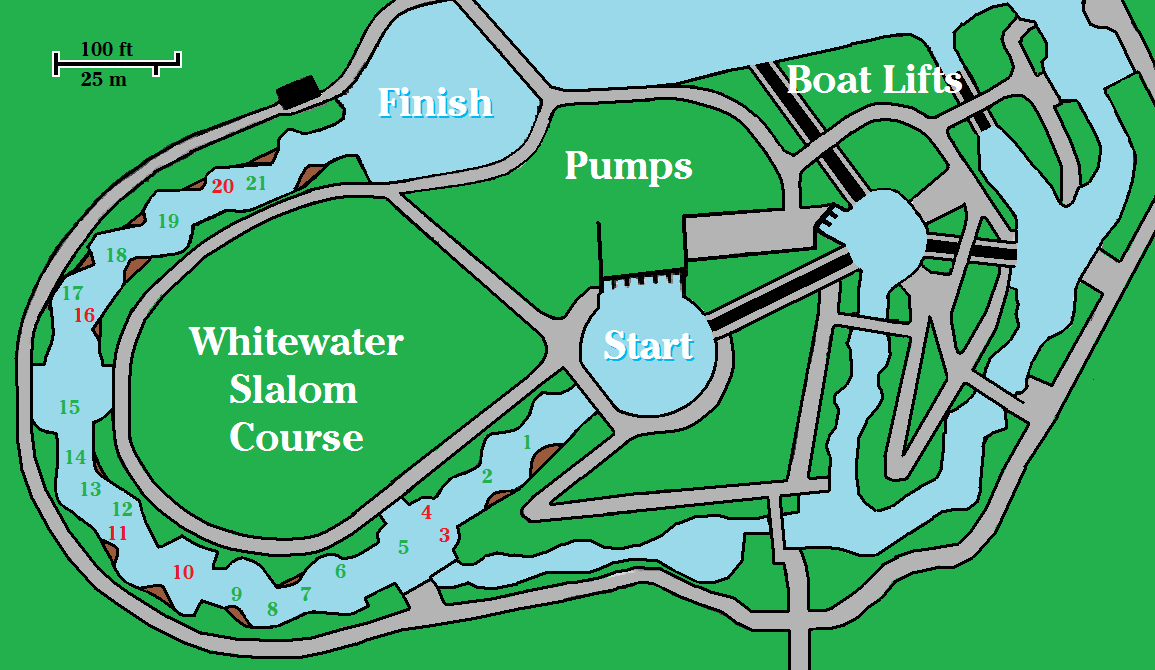
Disposition des portes du stade d'eau vive aux Jeux Olympiques d'été de 2008

Pour la première fois lors des Jeux olympiques, les deux disciplines du canoë-kayak, le slalom et la course en ligne, sont regroupées dans un même site. D'après les organisateurs, cette nouveauté permet aux athlètes et aux spectateurs de se rendre plus facilement vers les lieux des compétitions, et de réduire substantiellement les coûts de construction. Aux Jeux olympiques d'été de 2004, les deux sites étaient distants de 45 km.

## Circuit urbain

Tracé du circuit utilisé en 2010 pour la en

Pour poursuivre avec le succès des jeux olympiques, le district de Shunyi a décidé un investissement de 300 millions de yuan afin de construire des équipements pour la compétition automobile.La piste est inaugurée avec le 11e round du championnat de Superleague Formula 2010.